# Gifted
Gifted (bra: Um Laço de Amor; prt: Mente Brilhante) é um filme estadunidense de 2017, do gênero drama, dirigido por Marc Webb, escrito por Tom Flynn e estrelado por Chris Evans, Mckenna Grace, Lindsay Duncan, Jenny Slate e Octavia Spencer.

## Sinopse
Frank Adler cria sua sobrinha Mary, menina de 7 anos superdotada intelectualmente, e planeja oferecer a ela uma vida escolar normal, porém as habilidades matemáticas de Mary chamam a atenção da mãe de Frank, Evelyn, que elabora outros planos para a neta, os quais podem separá-la do tio.

## Elenco
- Chris Evans -  Frank Adler
- Mckenna Grace - Mary Adler
- Lindsay Duncan - Evelyn Adler
- Jenny Slate - Bonnie Stevenson
- Octavia Spencer -  Roberta Taylor
- Glenn Plummer - Greg Cullen
- John Finn - Aubrey Highsmith
- Elizabeth Marvel - Gloria Davis
- Jona Xiao - Lijuan
- Julie Ann Emery - Pat Golding
- Keir O'Donnell - Bradley Pollard

## Produção
Em agosto de 2015, foi anunciado que Chris Evans tinha sido escalado para o filme, com Marc Webb dirigindo um roteiro de Tom Flynn. Em setembro de 2015, Mckenna Grace, Octavia Spencer, Lindsay Duncan e Jenny Slate se juntaram ao elenco do filme. Em novembro de 2015, Julie Ann Emery se juntou ao elenco do filme também.
As filmagens começaram em outubro de 2015, em Savannah, Geórgia, bem como em Tybee Island, na Geórgia.

## Lançamento
O filme foi programado para ser lançado em 12 de abril de 2017, mas foi adiantado para 7 de abril de 2017.

### Bilheteria
O filme foi bem-sucedido em sua semana de estreia, arrecadando US$ 3,1 milhões e terminando em 6º lugar na bilheteria. Em seu segundo fim de semana chegou a arrecadar US$ 4,6 milhões, aumento de 47,5% sobre a semana anterior.

### Crítica
No site Rotten tomatoes, Gifted , teve um índice de aprovação de 70%, com base em 133 avaliações, com uma classificação média de 6.3/10. O site do consenso crítico relatou, "Gifted não é tão brilhante quanto a sua protagonista, mas possui um charmoso elenco respeitável em um drama envolvente com uma razoável e previsível premissa." No Metacritic o filme tem uma pontuação de 60 de 100, com base em 33 críticos, indicando "misto ou a média de revisões".